# TTL (Time To Love)
TTL (Time To Love)는 티아라와 초신성이 함께 발매한 첫 번째 디지털 싱글이다. 티아라의 멤버 소연, 은정, 효민, 지연과 초신성의 멤버 광수, 지혁, 건일이 유닛을 결성해 활동하였다.

## 개요
"TTL (Time To Love)"은 티아라와 초신성의 첫 번째 프로젝트 싱글로서 티아라의 멤버 소연, 은정, 효민, 지연과 초신성의 멤버 광수, 지혁, 건일이 참여했다. "TTL (Time To Love)"는 남녀가 엇갈린 이별을 한 후의 상황을 그린 곡으로 사우스 힙합을 기본으로 일렉트로닉 사운드와 한국적인 멜로디가 접목된 새로운 느낌의 힙합 곡이다. 9월 15일 "TTL (Time To Love)"의 음원과 뮤직비디오가 공개되었고, 이후 17일 Mnet 《엠카운트다운》에서 첫 무대를 선보였다.
"TTL (Time To Love)"는 티아라의 첫 정규 음반인 Absolute First Album의 10번 트랙과 리팩키지 음반 Breaking Heart의 12번 트랙에 수록되었으며, 2011년 1월에는 일본의 가수 타마키 나미가 이를 리메이크하여 불렀다.

## 트랙 리스트
| #  | 제목                   | 작사                 | 작곡   | 편곡   | 재생 시간 |
| -- | ---------------------- | -------------------- | ------ | ------ | --------- |
| 1. | 〈TTL (Time To Love)〉 | 황성진, 라이머, 주석 | 김도훈 | 이상호 | 3:38      |

## 차트 성적
〈TTL (Time To Love)〉는 대부분의 음원 차트에서 1위를 기록했다. 다음 표는 〈TTL (Time To Love)〉의 주요 음원사이트의 주간 차트 최고 순위이다.
| 음원사이트          | 기간                               | 최고순위 |
| ------------------- | ---------------------------------- | -------- |
| 멜론                | 2009년 9월 27일 ~ 2009년 10월 10일 | 1위      |
| 엠넷                | 2009년 9월 28일 ~ 2009년 10월 4일  | 1위      |
| 도시락              | 2009년 9월 28일 ~ 2009년 10월 4일  | 1위      |
| 벅스                | 2009년 10월 1일 ~ 2009년 10월 7일  | 1위      |
| 네이버 뮤직         | 2009년 9월 28일 ~ 2009년 10월 4일  | 1위      |
| KBS 뮤직뱅크 K-차트 | 2009년 9월 28일 ~ 2009년 10월 4일  | 2위      |